# بكر الهلالي
بكر الهلالي مواليد (10 يوليو 1987) بمدينة بركان، لاعب كرة قدم مغربي يلعب كوسط ميدان مع نادي نهضة بركان.

## الإنجازات
الدفاع الحسني الجديدي
- كأس العرش : 2013

 نهضة بركان
- كأس العرش : 2018، 2021، 2022
- كأس الكونفيدرالية الأفريقية : 2020، 2022
- كأس السوبر الأفريقي : 2022